# Vincent Laurensz. van der Vinne (I)

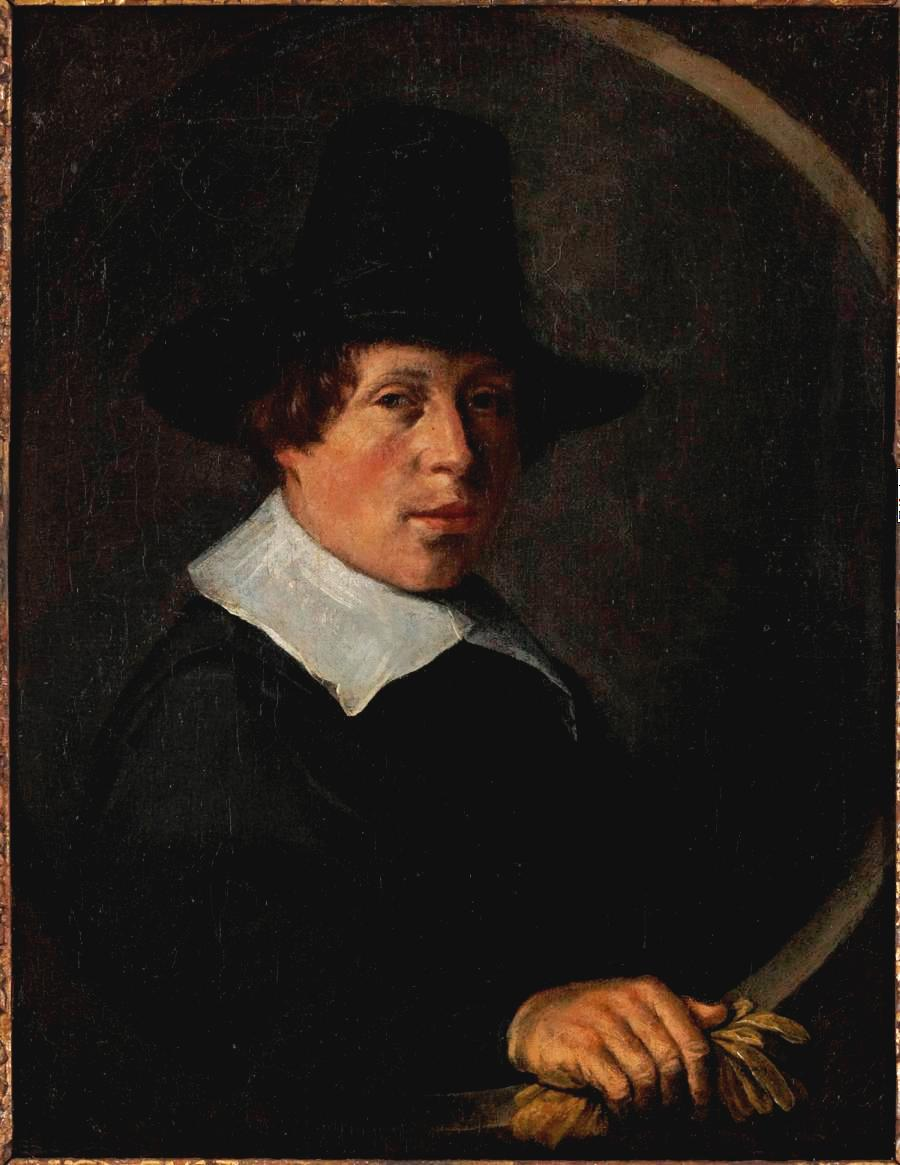
Zelfportret (1649)

Vincent Laurensz. van der Vinne (I) (Haarlem, 11 oktober 1628 - aldaar, 25 of 26 juli 1702) was een Noord-Nederlandse schilder en tekenaar.
Hij was de zoon van Laurens Gilles van der Vinne en Mayke Vincents Verfalje. Hij trouwde twee keer: eerst op 24 december 1656 met Anneke Jansdr. de Gaver, met wie hij drie kinderen kreeg, en op 9 september 1668 met Cathalijntje Boekaart. Hij was de vader van Jan Vincentsz van der Vinne, Isaac van der Vinne en Laurens van der Vinne (I).
Van der Vinne werd opgeleid door Frans Hals in 1647 en door Bernard Kemp. In 1649 werd hij lid van het Sint-Lucasgilde in Haarlem. Vanaf 1652  maakte hij een reis door Duitsland, Zwitserland en Frankrijk, waarna hij op 1 september 1655 terugkeerde in Haarlem. Gedurende de zomer van 1680 reisde hij langs verschillende steden in Holland en Utrecht.
Van der Vinne was bekend om zijn landschappen, stillevens, stadsgezichten, genrevoorstellingen, portretten en architecturale voorstellingen. Hij ontwierp allegorische scènes voor tapijten en plafonddecoraties. Berkheyde noemde hem de "Rafael der uithangborden," wat suggereert dat hij ook uithangborden decoreerde.
Van der Vinne leidde zijn zoon Laurens Vincentsz. op als kunstenaar. Pieter van Eijse liet zich door hem inspireren.
- Biografisch Portaal: 54835615
- Digitale Bibliotheek voor de Nederlandse Letteren: vinn003
- Gemeinsame Normdatei: 139081682
- Historisch woordenboek van Zwitserland: 046341
- International Standard Name Identifier: 0000 0001 1627 0564
- Library of Congress Control Number: n87136046
- Nederlandse Thesaurus van Auteursnamen: 06847265X
- RKD-Nederlands Instituut voor Kunstgeschiedenis: 81168
- Union List of Artist Names: 500009227
- Virtual International Authority File: 40889593
- WorldCat: E39PBJkXpRVbD3my4Q9wHKQDv3